# Mercè Company i González
Mercè Company i González (Barcelona, 19 de maig de 1947) és una escriptora catalana. Va fer estudis de batxillerat i periodisme, fent col·laboracions en diverses revistes i editorials. Ha publicat més de 170 llibres i la seva obra com a escriptora de llibres infantils i juvenils ha estat reconeguda amb diversos premis. El 1993 va crear l'escola Aula de Lletres L'any 1999 se li va reconèixer el seu treball amb la Medalla d'Honor de Barcelona.

## Obres
- Els contes de l'oncle Agus, 1973 (col·lecció de quatre títols)
- Anna i Víctor, 1981
- Kiko, el pollet
- La Bruixa Bufuruda 1983
- En Gil i el paraigua màgic, 1982
- Les peripècies d'en Quico Pelacanyes, 1983
- Charlot, 1984
- La casa del catus, 1984
- La petita fantasma (col·lecció de sis tìtols)
- La Nana Bunilda menja malsons, 1985
- La història de l'Ernest, 1985
- El món de les coses perdudes, 1986
- El senyor dels núvols, 1987
- A les golfes, 1988
- La reina calva, 1988
- El jardí de l'Espai, 1989
- Bruixes, diables i apareguts, 1989
- Tips de riure, escrit amb col·laboració, 1989
- La granja dels artistes, Mercè Aránega, Timun Mas, 1989-90. (col·lecció de quatre títols)
- La Nana Bunilda, 1990
- La Presència
- La Dama del Medalló, 2000
- La Veu

També creà, en col·laboració amb la productora barcelonesa Cromosoma, la sèrie animada per a televisió i els diversos llibres de Les tres bessones (Las tres mellizas, en la versió en castellà).

## Obres en castellà
- Bamba, el rey gordo, 1982
- La niña del drap
- Mmm... qué rica manzana, 1990

Pràcticament tots els seus llibres tenen traducció del català al castellà, i viceversa, i també han estat traduïts a altres llengües.

## Obres en francès
- Nous sommes les trois petits soeurs, 1985
- Angela Raton, trad. al francès per Marie-France Paloméra, 1988
- L'Arbre-mémoire, 1990
- La Bougie magique, 1990
- Le Cadeau du Père Noël, 1991
- Les racines perdues, 1991
- Les ours dormeurs, 1992

## Premis i reconeixements
- 1982 - Premi Ciutat d'Olot per La Bruixa Bufuruda
- 1983 - Premi de la Crítica Serra d'Or per En Gil i el paraigua màgic
- 1986 - Premi Enric Valor de narrativa juvenil de Picanya per La reina calva[4]
- 1986 - Premi Literatura Catalana de la Generalitat de Catalunya - Obra de creació per a lectura d'infants per La història de l'Ernest
- 1986 - Premi de la Crítica Serra d'Or per La Nana Bunilda menja malsons
- 1986 - Premi del Ministerio de Cultura al millor llibre editat per La Nana Bunilda menja malsons
- 1987 - Llista d'Honor del Premi CCEI (Comisión Católica Española de la Infancia) per La imbècil, La història de l'Ernest i La Nana Bunilda menja malsons
- 1987 - Llista d'Honor del Premi Andersen per La imbècil
- 1988 - Finalista Premi Vaixell del Vapor
- 1999 - Medalla d'Honor de Barcelona